# Episodi di Masters of Science Fiction
La prima e unica stagione della serie televisiva Masters of Science Fiction è composta da 6 episodi.
| nº | Titolo originale | Titolo italiano | Prima TV USA    | Prima TV Canada  | Prima TV Italia |
| -- | ---------------- | --------------- | --------------- | ---------------- | --------------- |
| 1  | A Clean Escape   |                 | 4 agosto 2007   | 11 novembre 2007 |                 |
| 2  | The Awakening    |                 | 11 agosto 2007  | 25 novembre 2007 |                 |
| 3  | Jerry Was a Man  |                 | 18 agosto 2007  | 18 novembre 2007 |                 |
| 4  | The Discarded    |                 | 25 agosto 2007  | 16 dicembre 2007 |                 |
| 5  | Little Brother   |                 | non programmato | 2 dicembre 2007  |                 |
| 6  | Watchbird        |                 | non programmato | 9 dicembre 2007  |                 |